# 娇媚梅花草
娇媚梅花草（学名：Parnassia venusta）为卫矛科梅花草属下的一个种。

## 扩展阅读
- 維基物種上的相關：娇媚梅花草